# Cyril Julian
Cyril Denis Maurice Julian (Castres, 29 marzo 1974) è un ex cestista francese.

## Carriera
Ha vinto, con il Pau-Orthez, due campionati di Francia, una Coppa di Francia ed una Coppa Korać. È stato eletto, per due volte MVP del campionato francese.
Con la nazionale di pallacanestro francese ha vinto la medaglia d'argento alle Olimpiadi del 2000.

## Palmarès

### Squadra
- Campionato francese: 3

Pau-Orthez: 2002-03, 2003-04
Nancy: 2007-08
- Semaine des As: 1

Pau-Orthez: 2003
- Coppa di Francia: 1

Pau-Orthez: 2003
- Match des Champions: 1

Nancy: 2008
- Coppa Korać: 1

SLUC Nancy: 2001-02

### Individuale
- LNB Pro A MVP francese: 3

Nancy: 2001-02, 2005-06, 2006-07